# Reino de Irlanda
El Reino de Irlanda fue el nombre dado al Estado irlandés gobernado por los ingleses en 1542, por el Acta del Parlamento de Irlanda. Sucedió al Señorío de Irlanda, que había sido creado en 1171. El rey Enrique VIII se proclamó primer Rey de Irlanda desde los tiempos del Alto Reinado, que había existido antes de la invasión cambro-normanda de Irlanda (1169-1171). El nuevo reino no fue reconocido en Europa hasta los tiempos de la reina María Tudor.
El trono de Irlanda estaba ocupado por el soberano Inglés, como unión personal entre los reinos de Irlanda e Inglaterra. El Reino de Irlanda estaba gobernado por un ejecutivo presidido por el Lord Diputado, más tarde llamado Lord Teniente. Aunque algunos hombres irlandeses ocuparon el cargo, la mayoría de los Lores Teniente fueron nobles ingleses.

## Gobierno
El reino era gobernado por el Parlamento bicameral de Irlanda, conformado por la Casa Irlandesa de los Lores y la Casa Irlandesa de los Comunes, y que habitualmente se reunía en Dublín. Los poderes del parlamento Irlandés estaban restringidos a una serie de leyes, notablemente la Ley de Poyning de 1492. Los católicos, primero, así como los presbiterianos, más adelante, estuvieron, la mayor parte del tiempo, excluidos del parlamento irlandés. En el siglo XVIII los parlamentarios se reunieron en una nueva casa del Parlamento, en College Green, situado en el corazón de Dublín. Fue el primer Parlamento bicameral del mundo, específicamente diseñado como tal.
Algunas restricciones fueron abolidas en el año 1782 gracias a lo que se llegó a conocer como la Constitución de 1782. El Parlamento en este periodo se conoció como el Parlamento de Grattan, en honor a uno de los principales líderes de oposición política irlandesa del periodo, Henry Grattan.

## La unión con el Reino Unido y la independencia de Irlanda
Por el Acta de Unión del Parlamento Irlandés, el Reino de Irlanda se fundió en 1801 con el Reino de Gran Bretaña para formar el Reino Unido de Gran Bretaña e Irlanda. 
El Parlamento irlandés dejó de existir, aunque el ejecutivo, presidido por un Lord Liutenant, permaneció activo hasta 1922. El Acta estuvo precedida por la fallida rebelión e invasión francesa de 1798, y fue sujeto de mucha controversia, implicando mucha corrupción de los diputados irlandeses para asegurar su aprobación.
En 1922, los 26 condados del sur y del oeste que formaron el Estado Libre Irlandés dejaron el Reino Unido. Bajo la Constitución del Estado Libre Irlandés, el rey se convirtió en Rey en Irlanda. Esto cambió por el Acto de Títulos Reales de 1927, por la cual el rey explícitamente se convirtió en rey de todos sus dominios por su propio derecho, convirtiéndose en Rey de Irlanda. Sin embargo Kevin O'Higgins, vicepresidente del Consejo Ejecutivo del Estado Libre Irlandés, sugirió recuperar el "Reino de Irlanda" como una monarquía dual para unir Irlanda del Norte y el Estado Libre Irlandés, con el rey de Irlanda siendo coronado en una ceremonia pública en Phoenix Park en Dublín. La idea fue abandonada después del asesinato de O'Higgins por hombres anti-Tratado del IRA en 1927.